# Ex on the Beach
Ex on the Beach is een Britse realityreeks die wordt uitgezonden op MTV.

## De serie
De serie werd aangekondigd op 27 februari 2014 en is in première gegaan op 22 april 2014. Acht alleenstaande heteroseksuele mannen en vrouwen maken een zogenaamde 'droomreis' waarbij zij hopen dat de vonk overspringt. Wat de deelnemers zogenaamd echter niet weten, is dat hun vermeende voormalig partners ook aanwezig zullen zijn, met verschillend oogmerk: wraak, relatieherstel, etc. Met de zogenaamde Tablet of Terror kan invloed op het gebeuren worden uitgeoefend: een nieuwe ex verwelkomen, twee singles op een date sturen of een activiteit te organiseren voor het gehele huis. Het programma bevat in de originele Britse versie de voice-over van de Ierse komiek Andrew Maxwell.
| Jaar | Serie    | Locatie              | Aantal afleveringen |
| ---- | -------- | -------------------- | ------------------- |
| 2014 | Serie 1  | Marbella, Spanje     | 8                   |
| 2015 | Serie 2  | Marbella, Spanje     | 8                   |
| 2015 | Serie 3  | Cancún, Mexico       | 10                  |
| 2016 | Serie 4  | Algarve, Portugal    | 8                   |
| 2016 | Serie 5  | Ko Samui, Thailand   | 10                  |
| 2017 | Serie 6  | Kreta, Griekenland   | 10                  |
| 2017 | Serie 7  | Bali, Indonesië      | 10                  |
| 2018 | Serie 8  | Marbella, Spanje     | 8                   |
| 2018 | Serie 9  | Tulum, Mexico        | 12                  |
| 2019 | Serie 10 | Geannuleerd          | Geannuleerd         |
| 2023 | Serie 11 | Gran Canaria, Spanje | 10                  |

## Internationale versies
Internationale versies van het programma zijn in 15 landen te zien (geweest), waaronder: Brazilië, Denemarken, Duitsland, Finland, Frankrijk, Hongarije, Italië, Mexico, Noorwegen, Polen, Rusland, Verenigde Staten en Zweden.
De Vlaams-Nederlandse versie van Ex on the Beach met de titel Ex on the Beach: Double Dutch begon op 28 augustus 2016. Het is een samenwerking van MTV Vlaanderen en MTV Nederland.